# Rémy Bricka
Pour les articles homonymes, voir Bricka.
Rémy Bricka est un musicien et chanteur français né le 10 avril 1949 à Niederbronn-les-Bains (Bas-Rhin).

## Biographie

### Carrière artistique
Né en 1949, Rémy Bricka débute comme ouvrier ajusteur, sa formation initiale, avant de se consacrer avec succès à la musique dans les années 1970 en tant qu'homme-orchestre. Son plus grand succès est La Vie en couleur en 1976, qui lui fait multiplier les passages à la télévision en décembre de cette année-là. Ce titre est également utilisé dans le générique d'une émission pour enfants au Japon. Un autre titre, Elle dit bleu elle dit rose se vend à 250 000 exemplaires. Outre les versions françaises, il sort des versions allemandes de Petite fille du roi (Lakritz und Pfefferminz) et Chanter la vie (Freunde zu haben).
Il se produit ensuite dans des kermesses et fêtes locales.
En 2002, il triomphe sur la scène du Festival de Dour, en Belgique. En mai 2008, Rémy Bricka fait une brève apparition (de 3 secondes) avec Julien Doré sur le titre Les Limites.
Un nouvel album, Au pays magique des fêtes et des anniversaires, sort en 2015. En 2019, Mathieu Chedid le cite comme source d’inspiration pour sa série de concerts Lettre infinie, le grand petit concert. L’intéressé est d’ailleurs présent le 17 décembre à Bercy et mis à l’honneur par le chanteur.
En 2021, il fait une apparition (brève là encore) dans la série à succès Emily in Paris, saison 2 épisode 4, pour une scène tournée place Saint-Michel à Paris. En fin d'année 2021, il sort un nouveau titre intitulé Rulantica dans lequel il chante en français, allemand, espagnol et anglais. Un nouveau clip vidéo avec la participation d'Isadora Le Chapelain est également diffusé.

### Aventures maritimes
Rémy Bricka annonce avoir traversé l’océan Atlantique de Tenerife à Trinidad sur des skis flotteurs propulsés par deux rames entre le 2 avril et le 31 mai 1988. Pour ce faire, il bénéficie d'une « nacelle de survie » aussi qualifiée de catamaran, et tractée par un cerf-volant qu'il utilise « lorsque les vents sont favorables ». Pour cette traversée, il part sans vivres, mais avec un dessalinisateur d'eau. Ne parvenant à pêcher que quelques poissons, il arrive très amaigri. Il raconte son aventure dans le livre L’Homme qui marche sur l’eau paru en 1990. 
Sa tentative de traverser l’océan Pacifique entre Los Angeles et Sydney, commencée le 24 avril 2000 avec les mêmes moyens, mais cette fois-ci avec eau et vivres, est un échec. Il est repêché au sud d’Hawaii le 25 septembre 2000 après cinq mois de traversée.

## Discographie

### Singles
- 1972 : Pour un dollar pour un penny (Serge Prisset/Jim Larriaga)
- 1974 : Le Pantin
- 1976 : La Vie en couleur  (Guy Floriant/Nicolas Skorsky)
- 1977 : Ah ! Quelle famille  (Guy Floriant/Nicolas Skorsky) / Petite fille du roi (Rémy Bricka)
- 1977 : Elle dit bleu, elle dit rose (Guy Floriant/Nicolas Skorsky)
- 1977 : Ta maison dans les fleurs (La Souris verte)
- 1978 : Chantons Noël
- 1979 : Le Bon Dieu m’a dit (Rémy Bricka/Guy Floriant)
- 1979 : Ok ! Pour un chien ! (Rémy Bricka)
- 1981 : Bonnet d'âne (Sylvie Bellec/Rémy Bricka)
- 1981 : Miam miam miam (Rémy Bricka)
- 1985 : Chanter la vie (Philippe David/Lisa-Sylvie Bellec)
- 1987 : Tagada / Europa Europa Park
- 1999 : Marcher sur l’eau (Philippe Laumont/Nicolas Skorsky)
- 2015 : En avant la musique (Rémy Bricka/Jacky Delance/Jacques Ferchit)

### Albums

#### La Vie en couleur
- La Vie en couleur
- Marcher sur l’eau
- Le bonheur n’est jamais loin
- Ma petite sirène
- Elle dit bleu, elle dit rose
- Ah ! Quelle famille
- Pas de problème
- Ta maison dans les fleurs (La Souris verte)
- Marylène
- Le temps passe si vite
- Libera

Libera et Marcher sur l'eau ne font pas partie de l'album original La Vie en couleur sorti en 1978. Ils ont remplacé Si aujourd'hui tu m'abandonnes et Histoire pour une bagarre lors d'une réédition de l'album en 2002.

#### Marcher sur l'eau
Sorti le 30 octobre 2000
- Marcher sur l’eau
- Pas de problème
- La Vie en couleur
- Ta maison dans les fleurs (La Souris verte)
- Ma petite sirène
- Marylène
- Le bonheur n’est jamais loin
- Le temps passe si vite
- Elle dit bleu, elle dit rose
- Libera
- Ah ! Quelle famille
- Marcher sur l’eau (version instrumentale)

#### Au pays magique des rêves et des anniversaires
Sorti le 16 octobre 2015
- Le Roi du zazou
- Ce matin-là
- La Colline aux Coralines
- Le Pique-nique
- Joyeux anniversaire medley (Happy Birthday et Sweet Birthday)
- Quel bonheur
- Bonne Fête
- Une porte pas comme les autres
- Chanson du pays magique
- Un endroit merveilleux
- Madame Noël
- Le 6 décembre
- Ô grand Saint-Nicolas
- Vive les fêtes
- La Chasse aux œufs de Pâques
- Quand on se déguise
- Joyeux Halloween
- N'oublier personne
- Ma p'tite maman
- Le Premier Jour d'été
- En avant la musique
- Un moment de tendresse
- La Fête des amoureux
- De Valentin à Sylvestre
- Bonne année, meilleurs souhaits
- Le Cœur en fête
- À l'Europa Park
- Der Europa Park

## Publications
- 1990 : L’Homme qui marche sur l’eau
- 2007 : Mes traversées pacifiques